# Те Атаирангикааху
Те Атаирангикааху (маори Te Atairangikaahu; 23 июля 1931 — 15 августа 2006) — королева маори с 1966 по 2006 годы. Её полный титул Те Арикинуи (Главнокомандующий) и имя Те Атаирангикау («ястреб утреннего неба») был присвоен ей, когда она стала монархом; ранее она была известна как принцесса Пики Махута, а после свадьбы — принцесса Пики Паки.

## Биография
Те Атаирангикааху родилась в браке Короки Махута и Те Атаирангикааху Херанги. У Короки Махута от Тепайи было две старших дочери: Туура младшая из них. Она была потомком первого короля маори Потатау Те Фероферо и стала королевой в день похорон её отца Короки Махута. Училась в начальной школе Ракауманга и епархиальной школе для девочек Вайкато.
В 1952 году она вышла замуж за Фатумоана Паки, отец которого был из маорийского племени Ваикато Нгати Фафакиа, а мать — из северного племени Те Аупоури. В браке у них было семеро детей: Тухеитиа Паки, Хини Катипа (урожденная Паки), Томаиранги Паки, Кики Соломон (урожденная Паки), Михи Габриэль Паки, Махарая Паки и Те Манавануи Кларксон (урожденная Паки).
В 1970 году Те Атаирангикааху стала первой маори, ставшей Дамой Ордена Британской империи «за выдающиеся заслуги перед народом маори». 6 февраля 1987 года Те Атаирангикааху стала первой, получившей Орден Новой Зеландии. Получила почётную докторскую степень Университета Уаикато в 1973 году и стала почётным доктором юридических наук Университета Виктории в 1999 году. В 1986 году она стала офицером Ордена Святого Иоанна. Она была награждена Новозеландской памятной медалью 1990 года, а в 1993 году была награждена Новозеландской избирательной медалью.
В декабре 2005 года в результате почечной недостаточности она начала лечение диализом. 11 июля 2006 года она перенесла сердечный приступ и была помещена в реанимацию в больницу Вайкато (Гамильтон). В том же месяце она была выписана из больницы, чтобы торжественно отпраздновать свое 75-летие.

## Правление
Хотя должность монарха маори не имеет конституционных функций, она была главой племенной федерации Уаикато со своим парламентом. Кроме этого Те Атаирангикааху была активным сторонником культурных и спортивных мероприятий маори и играла активную роль в местных и глобальных политических мероприятиях, связанных с проблемами коренных народов.
Её официальной резиденцией был Дворец Туронго в мараэ Турангаваэваэ, а Махинаранги служил как официальная приемная для высокопоставленных лиц и Раукава Ити — официальный гостевой дом. Она и её муж Фатумоана Паки также жили в Ваахи Па в Хантли. Он продолжал жить в их резиденции со своим сыном до своей смерти в 2011 году.

## Смерть
Скончалась 15 августа 2006 года в возрасте 75 лет в своей официальной резиденции Турангаваэваэ Мараи в Нгаруавахии. За её смертью последовала неделя скорби. Похороны прошли 21 августа 2006 года. Она похоронена на горе Таупири в безымянной могиле, как и её предки, в знак равенства со своим народом. Королева Елизавета II направила свои соболезнования.